# Полк улица (Сан-Франциско)

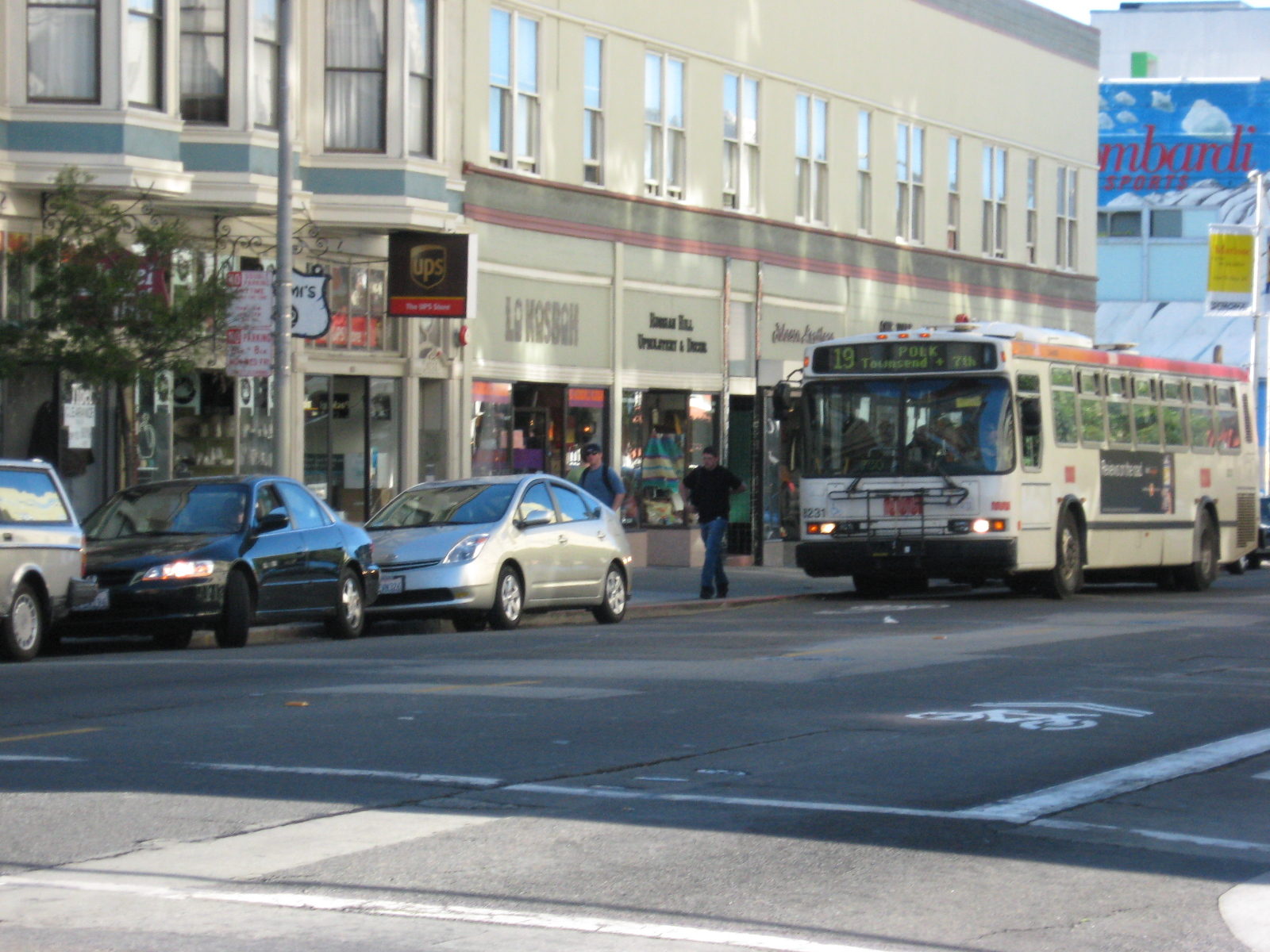
Автобус Neoplan компании San Francisco Municipal Railway (MUNI) работающий на маршруте № 19, проходящем по улице Полк

Полк улица (англ. Polk Street — Полк-Стрит; также иногда упоминаемая по её немецкому названию, «Полькштрассе») — улица в Сан-Франциско, которая пролегает в северном направлении от Маркет-стрит до улицы Бич и является одной из главных магистралей окрестности Полк-Галч, пересекая районы Тендерлоин, Ноб-Хилл и Рашен-Хилл. Улица получила свое название в честь бывшего президента США Джеймса Нокса Полка.
В 2002 году на улице были созданы велосипедные дорожки. Велосипедный маршрут номер 25 города Сан-Франциско пробегает через улицу Полк, и он является единственным маршрутом, проходящим с севера на юг, приспособленным для обычных велосипедных поездок на протяжении по меньше мере 1 мили в одном из указанных выше направлений.

## Наименование
Улица Полк была названа в честь Джеймса Нокса Полка — 11-го президента Соединенных Штатов Америки. Во время Американо-мексиканской войны и после присоединения Техаса к США, Полк обратил свое внимание на Калифорнию, надеясь захватить эту территорию Мексики раньше любой европейской страны. Главный интерес представлял Залив Сан-Франциско, являющийся точкой доступа для торговли с Азией.
Улица до сих пор иногда ещё называется по её немецкому названию Полькштрассе или Поль Штрассе (в немецком языке слово (нем. "Straße" означает «улица»), восходя к тому времени, когда улица была главной коммерческой улицей для мигрантов прибывающих в Сан-Франциско из Германии. В 1912 году немецкое сообщество построило здание Калифорнии-холл на углу улиц Полк и Турк, напоминающее городскую ратушу в немецком стиле (Ратхаус).

## Полк Галч

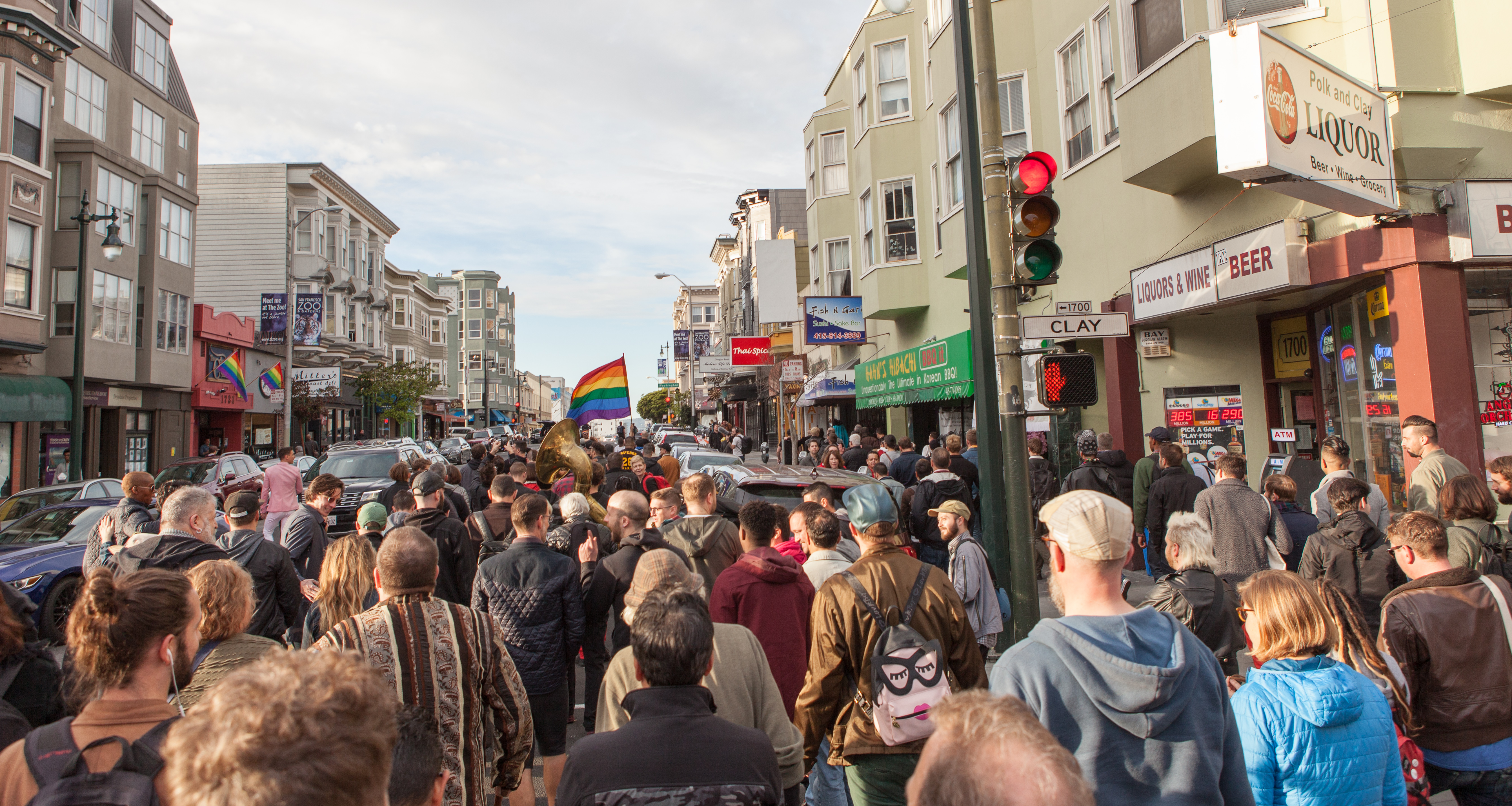
Толпа людей, идущих по улице Полк во время Марша памяти и требования возврата квир пространства, март 2018 года

Полк Галч (англ. Polk Gulch — ущелье Полка) — окрестность (нейборхуд) вокруг участка улицы Полк и прилегающих к ней территорий, находящихся частично в окрестностях Ноб-Хилл и Рашен-Хилл, примерно между бульваром Гири и улицей Юнион. Название, несколько юмористическое, возникает из-за того, что улица проходит над старым ручьем на дне пологой долины.
Полк Галч был главным гей-кварталом Сан-Франциско с 1950-x по ранние 1980-е годы, хотя около 1970 года множество геев начало переезжать в районы Кастро (официальное название — Эврика Валли) и Сауз-оф-Маркет, из-за того, что большое количество викторианских домов стало доступно для дешёвого съема или продажи в кредит с небольшим первоначальным взносом. Единственный сохранившийся в округе гей-бар называется «Cinch Saloon».
Полк Галч стал первым центром городского ЛГБТ сообщества и оставался долгое время одним из основных центров геев наряду с районами Кастро и Сауз-оф-Маркет (SOMA). В день празднования Нового Года в 1965 году, полиция утроила рейд на гей-вечеринке по сбору средств для недавно основанного Совета по религии и гомосексуалистам в здании Калифорния-холл, находящемся по адресу улица Полк 625, данное происшествие, по мнению некоторых людей, стало причиной начала более формальных организованных движений за права геев в Сан-Франциско. В 1972 году улица Полк была местом проведения первого официального Гей-прайд парада города Сан-Франциско. В 1950-х — 1970-х годах фестиваль Хэллоуин на улице Полк стал крупным событием, привлекающим как туристов, так и местных жителей. В 1990-х и 2000-х в районе началась джентрификация, но несмотря на это Полк Галч по-прежнему известен своей бурной ночной жизнью.

#### Общественный транспорт
Канатные трамваи компании Sutter Street Railway начали движение по улице Полк между улицами Пост и Пацифик в 1883 году. В 1907 году они были заменены на электрические. Обслуживание на маршруте было временно приостановлено в ранних 1940-х годах и затем снова возобновлено во время Второй мировой войны. В конечном счёте, в 1945 году трамваи были заменены на автобусы. Трамвайные пути оставались встроенными в проезжую часть дороги вплоть до 1948 года. Автобусный маршрут 19 Полк компании San Francisco Municipal Railway ходит по тому же пути, по которому раньше ходили канатные трамваи.

## Другие известные места
Северная станция Департамента полиции Сан-Франциско обслуживает район Полк Галч. Улица остается частью делового района с большим количеством ресторанов, кафе и многочисленных баров. Один из учебных корпусов Университета Академии Искусств, расположен на этой улице.

## В культуре
Роман писателя Фрэнка Норриса 1899 года «Мактиг:Сан-францисская история» рассказывает историю дентиста, чей офис был расположен на улице Полк. Впоследствии по этому роману был снят художественный фильм Алчность. В 2008 году, в честь дентиста, фигурирующего в романе был открыт и назван Мактиг Салон, расположенный в доме 1237.